# Teyloides bakeri
Teyloides bakeri là một loài nhện trong họ Nemesiidae.
Teyloides bakeri được miêu tả năm 1985 bởi Main.